# Камоли
Камо̀ли (на италиански: Camogli) е град и община в Северозападна Италия.

## География
Камоли е италиански морски курортен град на Лигурско море. Намира се в провинция Генуа, област Лигурия. Население 5461 жители към 31 декември 2008 г. Разположен е източно от град Реко.

## Архитектурни забележителности
- Църквата „Санта Мария“
- Манастирът „Сан Фрутуозо“

## Побратимени градове
- Карлофорте, Италия от 2004 г.

## Фотогалерия
- Изглед от Камоли
- Пристанището на Камоли
- Църквата „Санта Мария“ в Камоли
- Манастирът „Сан Фрутуозо“